# 静波村立杉野小学校
静波村立杉野小学校（しずなみそんりつ　すぎのしょうがっこう）は、かつて岐阜県恵那郡静波村（後の恵那郡明智町。現・恵那市）に存在した公立小学校。

## 概要
- 校区は静波村大字杉野・野志であった。1947年廃校。尚、静波村立杉野小学校と名乗ったのは、わずか23日であった。
- 児童は明知町に委託され、明知小学校への通学となった。
- 校舎は1953年頃恵南中学校[注釈 2]に移築され、1973年まで使用された。

## 沿革
- 1873年（明治6年） - 野志村に建猷学校が開校。校区は野志村、門野村、杉平村。
- 1875年（明治8年） -
  - 門野村と杉平村が合併し、杉野村となる。
  - 杉野村字上杉平に新築移転。
- 1877年（明治10年）10月 - 杉野小学校に改称する。
- 1886年（明治19年） - 杉野簡易科小学校に改称する。
- 1897年（明治30年）4月1日 - 明知町、杉野村、野志村、東方村と合併し、明知町が発足。
- 1900年（明治33年） - 杉野尋常小学校に改称する。
- 1902年（明治35年） - 農業補習学校を併設する。
- 1905年（明治38年）7月1日 - 明知町の一部（野志・杉野・東方）が明知町より分立し、静波村が発足する。杉野尋常小学校は静波村の学校となる。
- 1941年（昭和16年）4月1日 - 杉野国民学校に改称する。
- 1947年（昭和22年）
  - 4月1日 - 静波村立杉野小学校に改称する。
  - 4月23日 - 閉校。児童は明知町立明知小学校へ委託される。